# Václav Drchal
Václav Drchal (České Budějovice, 25 luglio 1999) è un calciatore ceco, attaccante del Bohemians 1905.

## Carriera

### Club
Cresciuto nella Dyn. Č. Budějovice, nel 2016 entra a far parte del settore giovanile dello Sparta Praga, squadra con cui debutta fra i professionisti il 24 febbraio 2018 giocando l'incontro di 1. liga pareggiato 1-1 contro lo Slovácko dove segna la rete del momentaneo vantaggio. Il 3 agosto 2020 viene ceduto in prestito al Mladá Boleslav per tutta la durata della stagione.

### Nazionale
Ha giocato nelle nazionali giovanili ceche Under-19 ed Under-21.

## Statistiche
Statistiche aggiornate al 27 maggio 2023.

### Presenze e reti nei club
| Stagione            | Squadra             | Campionato          | Campionato | Campionato | Coppe nazionali | Coppe nazionali | Coppe nazionali | Coppe continentali | Coppe continentali | Coppe continentali | Altre coppe | Altre coppe | Altre coppe | Totale | Totale | Totale |
| Stagione            | Squadra             | Comp                | Pres       | Reti       | Comp            | Pres            | Reti            | Comp               | Pres               | Reti               | Comp        | Pres        | Reti        | Pres   | Reti   |        |
| ------------------- | ------------------- | ------------------- | ---------- | ---------- | --------------- | --------------- | --------------- | ------------------ | ------------------ | ------------------ | ----------- | ----------- | ----------- | ------ | ------ | ------ |
| 2017-2018           | Sparta Praga        | 1L                  | 3          | 1          | CRC             | 0               | 0               |                    | -                  | -                  |             | -           | -           | 3      | 1      |        |
| 2018-2019           | Sparta Praga        | 1L                  | 10         | 3          | CRC             | 0               | 0               |                    | -                  | -                  |             | -           | -           | 10     | 3      |        |
| 2019-2020           | Sparta Praga        | 1L                  | 3          | 0          | CRC             | 2               | 1               |                    | -                  | -                  |             | -           | -           | 5      | 1      |        |
| 2020-2021           | Mladá Boleslav      | 1L                  | 25         | 6          | CRC             | 2               | 1               |                    | -                  | -                  |             | -           | -           | 27     | 7      |        |
| 2021-gen. 2022      | Sparta Praga        | 1L                  | 4          | 2          | CRC             | 2               | 2               | UCL+UEL            | 0+2                | 0                  |             | -           | -           | 8      | 4      |        |
| gen.-giu. 2022      | Dinamo Dresda       | 2.B                 | 13+2       | 0          |                 | -               | -               |                    | -                  | -                  |             | -           | -           | 15     | 0      |        |
| lug.-sett. 2022     | Sparta Praga        | 1L                  | 4          | 0          | CRC             | 0               | 0               |                    | -                  | -                  |             | -           | -           | 4      | 0      |        |
| Totale Sparta Praga | Totale Sparta Praga | Totale Sparta Praga | 24         | 6          |                 | 4               | 3               |                    | 2                  | 0                  |             | -           | -           | 30     | 9      |        |
| sett. 2022-2023     | Bohemians 1905      | 1L                  | 26         | 6          | CRC             | 4               | 1               |                    | -                  | -                  |             | -           | -           | 30     | 7      |        |
| Totale carriera     | Totale carriera     | Totale carriera     | 90         | 18         |                 | 10              | 5               |                    | 2                  | 0                  |             | -           | -           | 102    | 23     |        |